# 托吉安群岛国家公园
托吉安群岛国家公园（印尼语：Taman Nasional Kepulauan Togean）是一个位于印度尼西亚苏拉威西地区中苏拉威西省托久乌纳乌纳县托吉安群岛的海岸国家公园，周圍有珊瑚礁，是玳瑁、綠蠵龜和儒艮的棲息地和繁殖地區。

## 资料来源
1. ↑  Lestari Hutan Indonesia 的存檔，存档日期2010-04-20., retrieved 26 February 2010